# Manuel Fernández Silvestre
Manuel Miguel Fernández Silvestre (El Caney, Capitanía General de Cuba, 16 de diciembre de 1871- Annual, protectorado español de Marruecos,  22 de julio de 1921) fue un militar español, comandante general de Ceuta (1919-1920) y de Melilla (1920-1921), en el transcurso de la guerra del Rif, y principal responsable, como comandante en jefe del ejército de operaciones de la Comandancia de Melilla, del desastre de Annual.
Debido al papel que desempeñó en la dicha debacle militar, Silvestre permanece como una figura muy controvertida en el contexto de la historia del protectorado español de Marruecos.

## Biografía

### Juventud
Nacido en El Caney, en la zona oriental de Cuba, era hijo del teniente coronel de artillería Víctor Fernández y Pentiaga, casado en segundas nupcias con Eleuteria Silvestre Quesada. Manuel, el 30 de agosto de 1889, a los diecisiete años de edad, ingresó en la Academia General Militar de Toledo, donde coincidió con otro compañero cubano, Dámaso Berenguer y Fusté, dos años más joven. Pasó a la Academia de Caballería el 9 de julio de 1891. Se graduó como segundo teniente de caballería a los veintiún años, el 9 de marzo de 1893.

### Servicio en Cuba
Su primer destino fue el 27.º Regimiento de Cazadores de María Cristina, en el que permaneció hasta finales de mayo de 1895, fecha en la que fue destinado a Cuba con el Regimiento Expedicionario de Caballería Tetuán. Desembarcó en Nuevitas el 15 de junio, y el 31 de julio ascendió a primer teniente con veinticuatro años.
En febrero de 1896 fue destinado al Regimiento Expedicionario de El Príncipe, en el que sirvió hasta finales de agosto de 1898. Durante su estancia en Cuba destacó por su valor y forjó la leyenda de su buena estrella. Fue condecorado y felicitado por el gobierno en varias ocasiones, participando en más de cincuenta combates.
El 8 de mayo de 1896 tomó parte en el combate de Arango contra los mambises, en el que cargó varias veces al frente de su escuadrón causándole al enemigo veintiocho muertos al arma blanca. Silvestre recibió cinco heridas de bala y su caballo resultó muerto. Los mambises le ataron a las ramas de un árbol, le acuchillaron once veces y le dejaron por muerto. Rescatado en estado muy grave, casi desangrado, fue trasladado al Hospital de Morón, donde logró recuperarse. El 11 de agosto de aquel año, el capitán general de Cuba, Valeriano Weyler, le concedió cuatro meses de licencia por enfermedad, a disfrutar en la Península.
De nuevo en activo, el 2 de diciembre de aquel año, en Sábana de Maíz, una bala le rozó la frente y estuvo a punto de matarle. Su extraordinario valor y temperamento quedó de manifiesto en la acción de Pinar del Río los días 13 y 14 de diciembre de 1896 donde, después de matarle tres caballos, consiguió un cuarto y volvió al combate. El 10 de julio de 1897 fue ingresado en el hospital de Placetas aquejado de paludismo. El 30 de septiembre de aquel año, con veintiséis de edad, fue ascendido a capitán como recompensa por sus méritos en campaña.
El 11 de enero de 1898, Silvestre recibió dos balazos en la primera carga que realizó su escuadrón, otros tres balazos y trece machetazos en la segunda, hiriéndole en la cabeza, tronco y extremidades, quedando seriamente incapacitado del brazo izquierdo, hecho que disimulaba muy hábilmente. Recibió el ascenso a comandante con esa misma fecha de 11 de enero por los méritos de guerra contraídos en la acción de la Caridad.

### Regreso a España
Tras la explosión en extrañas circunstancias del acorazado USS Maine, la entrada en la guerra de los Estados Unidos de América contra España concluyó con la capitulación de Santiago de Cuba el 16 de julio de 1898 y el armisticio alcanzado el 12 de agosto de dicho año. En El Caney, la localidad natal de Fernández Silvestre, tuvieron lugar algunas de las acciones más importantes de la campaña de las tropas yanquis en el oriente cubano. Por ello, el aún comandante Silvestre desembarcó en La Coruña el 29 de agosto de 1898. Fijó su residencia en Alcalá de Henares. Sirvió en varios regimientos de caballería de Madrid y Zaragoza. El 15 de diciembre de 1899 se casó con doña Elvira Duarte Oteiza, con la que tuvo dos hijos: Elvira y Manuel, que era alférez cuando ocurrió el desastre de Annual y moriría en la Guerra Civil en 1937. Su mujer murió en Melilla el 19 de enero de 1907, dejándole viudo a los treinta y seis años.

### Servicio en Marruecos
En 1904, tras estancias en diversos regimientos peninsulares, Silvestre fue destinado a Melilla para mandar el Escuadrón de Cazadores de Alcántara. Estudió árabe en la Escuela Oficial de Árabe de Melilla, en la que obtuvo la nota más alta de los catorce alumnos, consiguiendo el título de intérprete.
A finales de agosto de 1908 se trasladó a Casablanca, donde el ministro de Estado le destinó como jefe superior instructor de la Policía Jerifiana, conforme con el nuevo sultán, Abd el-Hafid. Asimismo, se le nombró instructor de la Policía Marroquí de la ciudad y le dieron el mando de las fuerzas españolas en esta ciudad. El 27 de febrero de 1909, a los treinta y siete años, ascendió por antigüedad a teniente coronel.

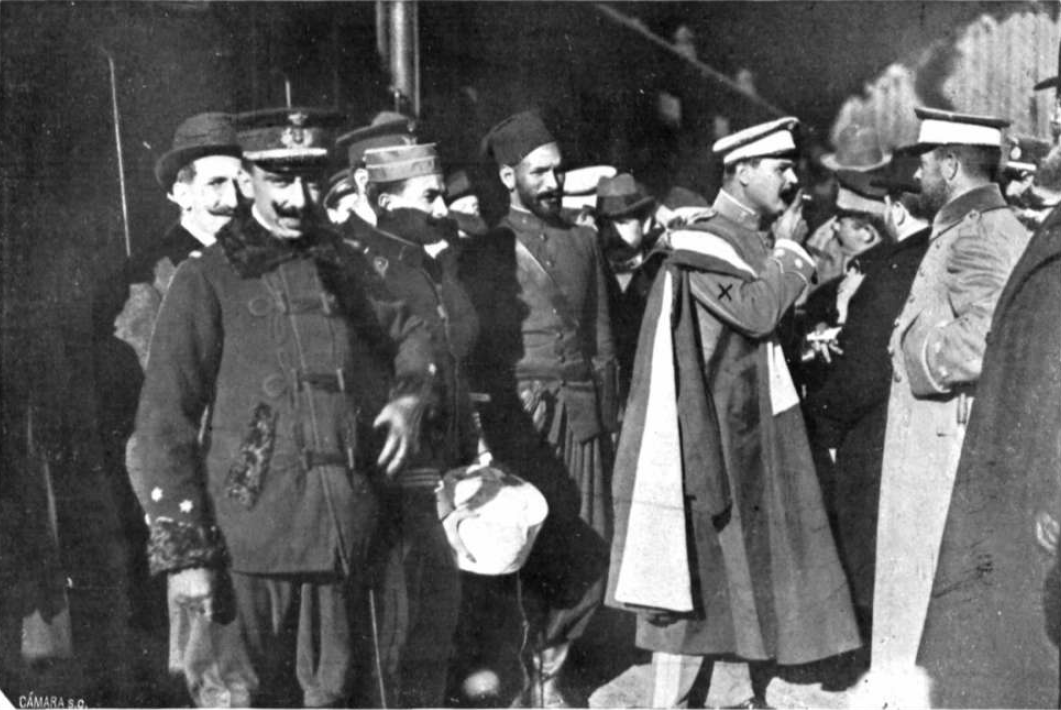
El teniente coronel Fernández Silvestre, jefe de las fuerzas en Larache y Alcazarquivir a su llegada a Madrid a finales de 1911.

En 1911, Silvestre pasó a ser jefe de las tropas de Larache y Alcazarquivir. Los ánimos antiespañoles estaban exacerbados y los Ibn Malek, un clan nativo amigo de España, fueron asesinados en Larache. El 13 de junio los pocos españoles de Larache se parapetaron en los muelles temiendo el ataque de las tribus. Procedente de Casablanca, Silvestre desembarcó en la ciudad y se entrevistó con El Raisuni, un famoso cabecilla local de gran poder e influencia. Ambos congeniaron, dando paso a una solución del conflicto.  
El 22 de febrero de 1912, con cuarenta años, ascendió a coronel. En el verano de ese año el coronel Silvestre acumuló fuerzas en Larache y pactó con Raisuni una razzia y la ocupación de Arcila por tropas españolas el 17 de agosto, en sustitución del destacamento francés que tendía una línea telegráfica con Tánger. El audaz hecho asombró a los franceses e irritó al Elíseo. Y aunque Silvestre era considerado demasiado belicoso, el presidente del Consejo de Ministros, Canalejas, le dejó hacer y respaldó su acción. 
Tras el asesinato de Canalejas y el establecimiento unilateral del protectorado francés en Marruecos, el 27 de noviembre España se vio obligada a firmar precipitadamente un tratado leonino, que redujo a 21 000 km² la zona de influencia española previamente pactada, mientras que Francia se reservó 415 000. Nació así el Protectorado español en Marruecos, situado en la zona más pobre, agreste y levantisca del país.

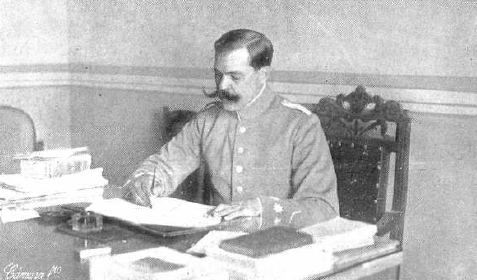
Fotografía del coronel Fernández Silvestre, publicada con motivo de su ascenso a general

En enero de 1913 fue nombrado comandante general de Larache y ascendido a general de brigada, por méritos de guerra, el 19 de junio de 1913, siendo en ese momento el general más joven del ejército. Probablemente por desavenencias surgidas con el general José Marina Vega, asociadas a un tiroteo de enviados del Raisuni en Larache (junio de 1915), fue trasladado a la península ibérica, siendo nombrado ayudante de campo de Alfonso XIII el 9 de julio de 1915, función que desempeñó durante los siguientes cuatro años. Ascendió a general de división el 28 de junio de 1918.
Ante las agresiones cabileñas y la escalada del conflicto con El Raisuni, Silvestre fue devuelto a la situación activa. El 23 de julio de 1919 fue nombrado nuevo comandante general de Ceuta. El Raisuni fue derrotado por las tropas españolas, entre las que estaban las comandadas por Silvestre, en octubre de 1919.

### Últimos años: El desastre de Annual y fallecimiento del general Silvestre

Mapa de la zona española en Marruecos (1920), con retratos de González Tablas, Berenguer y Silvestre.

El 12 de febrero de 1920 Silvestre tomó posesión de la Comandancia General de Melilla, desde la cual empezó una invasión progresiva del Rif con la intención de pacificar la región oriental del Protectorado español. La empresa era arriesgada, dada la escasez de tropas, la precariedad de medios y armamento con la que contaba el ejército y el desconocimiento del terreno y de las fuerzas enemigas. Sin embargo, entre mayo de 1920 y junio de 1921, Silvestre protagonizó un espectacular avance, rápido y relativamente incruento, lo que sugería que pronto podría controlar todo el territorio hasta alcanzar la Bahía de Alhucemas.
Sin embargo, tal ilusión se derrumbó de un plumazo. Silvestre, que carecía de información fiable, malinterpretó la disposición guerrera y subestimó la capacidad de lucha de las tribus rifeñas, y, precisamente por ello, extendió mucho más de lo prudente sus líneas. En perspectiva, se puede decir que un error grave de Silvestre fue cruzar el río Amerkan y establecer una posición en la colina de Abarrán (territorio de la cabila de Tensamán, que era hostil) sin considerar apropiadamente las posibles represalias. El 1 de junio de 1921, el contingente ocupó la posición, pero ese mismo día fue asaltada por una harka rifeña, muriendo 179 de los 250 militares, incluyendo a todos los oficiales. Ese mismo día fue asaltada Sidi Dris, una posición costera, en la que los rifeños mataron a un centenar de españoles antes de retirarse. Después de estos movimientos, Silvestre había extendido excesivamente a sus tropas que avanzaron demasiado sin haber asegurado su retaguardia o sus líneas de suministros, quedando expuestas e indefensas a ataques.

Retirada de Annual y ruta seguida por las tropas españolas hasta Monte Arruit

Silvestre consideró equivocadamente que se trataba de acciones aisladas, y por ello mantuvo las posiciones, incluyendo una base de apoyo en las colinas de Igueriben, unos 5 km al sur de Annual. Durante ese tiempo, solicitó refuerzos, que nunca le fueron proporcionados (en realidad si le fueron proporcionados por Berenguer, pero en aquella época se requerían varios días para movilizar un cuerpo de ejército, parte del cual estaba luchando en la zona de Yebala, y llevarlo por mar hasta Melilla, único punto de acceso a la zona desde Tetuán pues los territorios entre ellas estaban sin conquistar. Los refuerzos llegaron unos días después de la solicitud de Silvestre, incluyendo dos banderas de la recién fundada legión, a tiempo para salvar a Melilla de la invasión de los rifeños pero no de evitar el desastre de Annual ocurrido con sorprendente rapidez): el 8 de junio (esta fecha tiene que ser errónea pues aun no habían empezado los ataques rifeños al despliegue de Silvestre), tras enviar un telegrama a Berenguer solicitando desesperadamente refuerzos, Silvestre recibió un telegrama del propio rey Alfonso XIII el cual iniciaba con la frase "¡Olé los hombres!" tras lo cual animaba a Silvestre a seguir avanzando y buscar gloriosas victorias, esto básicamente obligó a Silvestre a seguir avanzando de inmediato sin esperar refuerzos, a pesar de sus dudas y de las realidades estratégicas del momento. Finalmente, el 17 de julio, Abd-el-Krim, al mando de los Beni Urriaguel y con el apoyo de otras cabilas, que se habían sumado debido al éxito alcanzado en Abarrán, lanzó un ataque general sobre las líneas españolas. Igueriben no tardó en quedar sitiada, cayendo el 22 de julio. Los rifeños atacaron entonces el campamento español en Annual, donde había unos 5000 soldados. Considerando la posición insostenible, Silvestre decidió ordenar la retirada. Esta se convirtió en una huida desordenada, muriendo alrededor de 1000 combatientes ese mismo día. Además, muchos de los supervivientes de la huida de Annual perdieron la vida más adelante, en las sucesivas retiradas españolas, y especialmente en la posición de Monte Arruit, donde murieron asesinados tras rendirse unos 3000 soldados. En suma, unos 8000 a 10000 combatientes del ejército español en Marruecos, tanto españoles como nativos, cayeron en aquellos días desde el 22 de julio al 9 de agosto, cuando Arruit se rindió. Las tropas estacionadas en Melilla, que aumentaron durante los días en que Arruit estaba sitiado, nunca llegaron a acudir en su ayuda, pese a que la posición estaba situada a pocos kilómetros de distancia, pues se juzgó que no se contaba con fuerza suficiente como para forzar su liberación.
Hacia los días finales de la batalla, Silvestre comenzó a mostrar señas de serias perturbaciones psicológicas: sufrió de insomnio total, perdió su apetito completamente, comenzó a hablar solo, en ocasiones hablaba con entidades que no existían, descuidó su apariencia física, empezó a masticar su bigote de manera obsesiva, daba órdenes bizarras, decía cosas que no tenían sentido y mostraba señales de pánico constante, sufriendo por ejemplo sobresaltos cuando sus hombres le dirigían la palabra. Durante los últimos días de la batalla, Silvestre se volvió más y más incoherente y hacia el final se limitaba a permanecer colgado de un parapeto fortificado a varios metros de altura donde presenciaba horrorizado los ataques rifeños; finalmente, en sus últimos momentos, justo antes de morir, dio su última orden, gritando a sus hombres: "¡Corred, corred, que ahí viene el coco!"; esa fue también la única orden coherente que dio en toda la batalla.
El propio Silvestre murió el 22 de julio en circunstancias no esclarecidas. Mientras una versión dice que al ver el desastre se metió en su tienda de campaña y se suicidó para evitar ser capturado, otra versión dice que fue abatido a tiros por los rifeños junto con el coronel Manella y varios oficiales que trataban de defenderse. No obstante, su cadáver jamás fue hallado, lo que, durante un tiempo, dio pábulo a rumores infundados sobre su presunta supervivencia. Años después al ser entrevistado por el escritor Jacques Roger-Mathieu, Abd el-Krim comentó que los galones y la banda del uniforme de Silvestre fueron los únicos de sus efectos personales que se recuperaron y ambos fueron llevados a él por algunos de sus soldados rifeños los cuales el-Krim vistió victoriosamente; adicionalmente, un mensajero marroquí proveniente de Kaddur Nadar aseguro haber visto el cadáver de Silvestre tirado sobre el suelo boca abajo ocho días después de la batalla en la planicie de Annual, reconocible por sus galones y banda. El desastre de Annual causaría en última instancia un desplome inmediato de la moral no solo de las tropas que lograron sobrevivir a la masacre sino también de todo el pueblo español en general, entre quienes la noticia causó tal desesperación que muchos ciudadanos llegaron incluso a exigir airadamente que España abandonara sus posesiones africanas.